# Juanjo Olasagarre
Juanjo Olasagarre (Arbizu, Navarra, 1963) és un escriptor en èuscar.

## Obres

### Novel·la
- T (2008, Alberdania)
- Ezinezko maletak (2004, Susa)

### Poesia
- Gaupasak (1991, Susa)
- Bizi puskak (1996, Susa)
- Puskak biziz (2000, EEF - Susa)
- XX. mendeko poesia kaierak - Juanjo Olasagarre (2002, Susa)

### Traduccions
- Poemak; W.H. Auden (1994, Susa)

### Teatre
- Hegazti errariak (1996, Euskaltzaindia-BBK)

### Crònica
- Mandelaren Afrika (1998, Susa)